# Issam al-Attar
Issam al-Attar (arabisch عصام العطار, DMG ʿIṣām al-ʿAṭṭār; * 1927 in Damaskus; † 3. Mai 2024 in Aachen) war ein syrischer Islam-Gelehrter. Er war von 1957 bis 1972 formales Oberhaupt der Muslimbrüder in Syrien. Er lebte seit Ende der 1960er-Jahre im Exil in Deutschland und leitete bis 1996 das von ihm aufgebaute Islamische Zentrum Aachen (IZA).

## Leben
Issam al-Attar wurde in Damaskus in eine Familie islamischer Gelehrter geboren, sein Vater war Rechtsgelehrter. al-Attar war als Elfjähriger Mitglied in der Jugend Mohammeds, die vom späteren ersten Leiter der Bruderschaft in Syrien Mustafā as-Sibāʿī gegründet worden war. al-Attar studierte islamisches Recht in Damaskus und trat 1947 formell der im Vorjahr von as-Sibāʿī gegründeten Bruderschaft bei. al-Attar, der sich innerhalb der Bewegung einen Namen als Intellektueller gemacht hatte, wurde 1957 zum Leiter des syrischen Zweigs berufen.
Er war ein vehementer Gegner der Vereinigten Arabischen Republik, da er eine polizeistaatliche Repression gegenüber den Islamisten befürchtete. al-Attar wurde während des Bestehens der Union mehrmals festgenommen.
Nach der erneuten Unabhängigkeit Syriens nahm al-Attar an den 1961 folgenden Wahlen teil und wurde zusammen mit neun anderen Muslimbrüdern ins Parlament gewählt. Nach dem Putsch der Baath-Partei 1963 endete diese politische Freiheit wieder, und al-Attar wurde nach einem Aufenthalt in Mekka 1964 die Wiedereinreise ins Land verweigert. Aus dem Exil im Libanon agitierte er zunächst für gewaltsamen Widerstand gegen das Regime. 1966 verließ er auf Druck der syrischen Regierung den Libanon in Richtung Europa und fand eine Anstellung in einem islamischen Zentrum in West-Berlin.
Innerhalb der syrischen Bruderschaft blieb al-Attar im Kampf gegen das Baath-Regime politisch und militärisch bedeutungslos. Er geriet unter massive Kritik, und Teile der Organisation in Syrien betrieben seine Absetzung. al-Attar gründete 1975 mit at-Talia („Die Vorhut“) seine eigene Organisation in Deutschland. Diese zentriert sich um die von ihm mit aufgebaute Bilal-Moschee in Aachen. Obwohl al-Attar nach Eigenangaben seiner Organisation 1977 aus der Bruderschaft ausgeschieden sein soll, entwickelte sich das 1978 gegründete Islamische Zentrum Aachen unter al-Attars Leitung zum Deutschland-Zentrum des syrischen Ablegers der Muslimbrüder. Während des Aufstands der Muslimbrüder in Syrien 1979 bis 1981 wandte sich al-Attar mit der Forderung der Gewaltlosigkeit an die in Syrien verbliebenen Glaubensbrüder. Die syrische Regierung warf ihm jedoch vor, den Aufstand insgeheim logistisch zu unterstützen. Am 17. März 1981 wurde seine Ehefrau in ihrer Aachener Wohnung von drei unbekannten Männern erschossen, bei den Tätern handelte es sich mutmaßlich um syrische Geheimdienstmitarbeiter. Nach dem katastrophalen Ausgang des Aufstands wurde al-Attar 1982 bei einem Kongress in Baden-Baden von anderen syrischen Muslimbrüdern seine zurückhaltende Haltung gegenüber dem Assad-Regime zum Vorwurf gemacht. 1992 machte der syrische Präsident Hafiz al-Assad al-Attar ein Angebot, nach Syrien zurückzukehren, was dieser jedoch ablehnte.
Issam al-Attar, der noch in den 2010er Jahren regelmäßig in der Aachener Bilal-Moschee auftrat, galt für viele Syrer in Deutschland wie auch im Ausland bis zuletzt als eine religiöse Instanz und wurde als Scheich und geistiger Führer verehrt. Issam Al-Attar starb am 3. Mai 2024 im Alter von 97 Jahren in Aachen.

## Familie
al-Attars Schwester, die Übersetzerin Nadschah al-Attar (* 1933), war von 1976 bis 2000 Kulturministerin ihres Landes und ist seit 2006 als erste Frau in diesem Amt stellvertretende Staatspräsidentin von Syrien.
Eine Tochter al-Attars war mit dem Syrer Ghaleb Himmat verheiratet, der seit 1968 das Islamische Zentrum München (IZM) leitete und von 1982 bis 2002 die Islamische Gemeinschaft in Deutschland (IGD, bis 1982 Islamische Gemeinschaft in Süddeutschland) führte, die als Hauptrepräsentation der Muslimbruderschaft in Deutschland gilt. Nach dem Ende des syrischen Aufstand kam es ab 1982 zu einer Distanzierung zwischen al-Attars IZA und dem IZM.